# Риба, Пере
Пере Риба Мадрид (исп. Pere Riba Madrid; род. 7 апреля 1988 года в Барселоне, Испания) — испанский теннисист, тренер.

## Общая информация
Пере — старший из двух детей Педро Рибы и Марии Росы Мадрид; его сестру зовут Мерсе.
Испанец в теннисе с шести лет. Любимое покрытие — грунт, лучший удар — форхенд.

## Спортивная карьера
В профессиональном туре ATP с 2004 года. В июне 2007 года выиграл первый турнир из серии ITF Futures. В июле, пройдя квалификационный отбор, впервые принял участие в турнире мировом туре ATP в Умаге, где дошел до второго раунда. В 2008 году выиграл два турнира ITF Futures и один турнир ATP Challenger в Севилье. В 2009 ему удалось защитить титул на этом турнире. В марте 2010 года завоевал титул чемпиона турнира ATP Challenger в Барлетта. 
В мае дебютировал на турнире Большого шлема — Открытом чемпионате Франции, где дошёл до второго раунда, обыграв Марка Жикеля 6-3, 6-2, 7-6(5) и уступив Хуану Карлосу Ферреро 6-7(5), 7-6(13), 2-6, 2-6. 
В июне победил на турнире Challenger в Бытоме. В июле дошел до третьего раунда на престижном турнире в Гамбурге. Сезон 2010 года Пере завершил победой на Challenger в Канкуне. В апреле 2011 года в Касабланке впервые дошел до четвертьфинала турнира ATP.
Завершил игровую карьеру в 2018 году, после чего стал тренером.
Тренировал Коко Гауфф и Чжэн Циньвэнь.